# 9277 Togashi
9277 Togashi este un asteroid din centura principală de asteroizi.

## Descriere
9277 Togashi este un asteroid din centura principală de asteroizi. A fost descoperit pe 9 octombrie 1980 la Observatorul Palomar de Carolyn S. Shoemaker și Eugene M. Shoemaker. Asteroidul prezintă o orbită caracterizată de o semiaxă mare de 2,36 ua, o excentricitate de 0,12 și o înclinație de 7,1° în raport cu ecliptica.